# Charles Emmanuel al IV-lea al Sardiniei
Charles Emmanuel al IV-lea (Carlo Emanuele Ferdinando Maria), (n. 24 mai 1751, Torino, Regatul Sardiniei – d. 6 octombrie 1819, Roma, Statele Papale) a fost rege al Sardiniei din 1796 până în 1802. A abdicat în favoarea fratelui său Victor Emmanuel I. 